# Campeonato Europeo Sub-17 de la UEFA 2002
El Campeonato Europeo Sub-17 de la UEFA 2002 se jugó en Dinamarca del 27 de abril al 10 de mayo y contó con la participación de 16 selecciones infantiles de Europa provenientes de una fase eliminatoria.
Suiza venció en la final a Francia para conseguir su primer título continental de la categoría.

## Fase de grupos

### Grupo A
| País         | J | G | E | P | GF | GC | GD  | Pts |
| ------------ | - | - | - | - | -- | -- | --- | --- |
| Inglaterra   | 3 | 2 | 1 | 0 | 5  | 2  | +3  | 7   |
| Dinamarca    | 3 | 1 | 2 | 0 | 10 | 4  | +6  | 5   |
| Países Bajos | 3 | 1 | 1 | 1 | 10 | 7  | +3  | 4   |
| Finlandia    | 3 | 0 | 0 | 3 | 3  | 15 | -12 | 0   |

| 27 de abril de 2002 | Dinamarca                                               | 4 – 4 | Países Bajos                         | Farum Park, Farum          |                            |
|                     | Rasmussen 38' · Zimling 47' · Kvist 49' · Lorentzen 83' | [http://en.archive.uefa.com/competitions/under17/history/season=2002/round=1500/match=69219/index.html (enlace roto disponible en Internet Archive; véase el historial, la primera versión y la última). Reporte] | 35' 69' John · 64' Blonk · 76' Elmas | Árbitro(s): Damien Ledentu | Árbitro(s): Damien Ledentu |

| 27 de abril de 2002 | Finlandia       | 2 – 3 | Inglaterra                         | Gladsaxe Stadion, Gladsaxe |                           |
|                     | Ääritalo 1' 51' | [http://en.archive.uefa.com/competitions/under17/history/season=2002/round=1500/match=69220/index.html (enlace roto disponible en Internet Archive; véase el historial, la primera versión y la última). Reporte] | 12' Hogg · 41' Smyth · 68' Doherty | Árbitro(s): Robert Krajnc  | Árbitro(s): Robert Krajnc |

| 29 de abril de 2002 | Países Bajos | 0 – 2 | Inglaterra            | Gladsaxe Stadion, Gladsaxe |                           |
|                     |              | [http://en.archive.uefa.com/competitions/under17/history/season=2002/round=1500/match=69221/index.html (enlace roto disponible en Internet Archive; véase el historial, la primera versión y la última). Reporte] | 32' Rooney · 53' Long | Árbitro(s): Gerald Lehner  | Árbitro(s): Gerald Lehner |

| 29 de abril de 2002 | Dinamarca                                | 6 – 0 | Finlandia | Farum Park, Farum      |                        |
|                     | Kvist 7' · Rasmussen 60' 62' 73' 79' 80' | [http://en.archive.uefa.com/competitions/under17/history/season=2002/round=1500/match=69222/index.html (enlace roto disponible en Internet Archive; véase el historial, la primera versión y la última). Reporte] |           | Árbitro(s): Luc Wilmes | Árbitro(s): Luc Wilmes |

| 1 de mayo de 2002 | Inglaterra | 0 – 0   | Dinamarca | Hvidovre Stadion, Hvidovre  |                             |
|                   |            | Reporte |           | Árbitro(s): Roberto Rosetti | Árbitro(s): Roberto Rosetti |

| 1 de mayo de 2002 | Países Bajos                                               | 6 – 1 | Finlandia    | Køge Stadion, Køge      |                         |
|                   | John 30' 65' 81' · Otten 53' · Elmas 56' · Artz 68' (pen.) | [http://en.archive.uefa.com/competitions/under17/history/season=2002/round=1500/match=69224/index.html (enlace roto disponible en Internet Archive; véase el historial, la primera versión y la última). Reporte] | 31' Ääritalo | Árbitro(s): Zsolt Szabó | Árbitro(s): Zsolt Szabó |

### Grupo B
| País     | J | G | E | P | GF | GC | GD | Pts |
| -------- | - | - | - | - | -- | -- | -- | --- |
| Suiza    | 3 | 3 | 0 | 0 | 6  | 2  | +4 | 9   |
| Francia  | 3 | 1 | 1 | 1 | 3  | 2  | +1 | 4   |
| Portugal | 3 | 1 | 0 | 2 | 2  | 4  | -2 | 3   |
| Ucrania  | 3 | 0 | 1 | 2 | 2  | 5  | -3 | 1   |

| 28 de abril de 2002 | Portugal | 0 – 2 | Francia                   | Lyngby Stadion, Kongens Lyngby |                            |
|                     |          | [http://en.archive.uefa.com/competitions/under17/history/season=2002/round=1500/match=69225/report=lu.html (enlace roto disponible en Internet Archive; véase el historial, la primera versión y la última). Reporte] | 36' Khiter · 53' Mandanne | Árbitro(s): Jonas Eriksson     | Árbitro(s): Jonas Eriksson |

| 28 de abril de 2002 | Suiza                                  | 3 – 1 | Ucrania     | Køge Stadion, Køge      |                         |
|                     | Senderos 4' · Milosavac 5' · Dugić 74' | [http://en.archive.uefa.com/competitions/under17/history/season=2002/round=1500/match=69226/report=lu.html (enlace roto disponible en Internet Archive; véase el historial, la primera versión y la última). Reporte] | 35' Kotenko | Árbitro(s): Zsolt Szabó | Árbitro(s): Zsolt Szabó |

| 30 de abril de 2002 | Suiza         | 1 – 0 | Portugal | Herfølge Stadion, Herfølge |                        |
|                     | Milosavac 13' | [http://en.archive.uefa.com/competitions/under17/history/season=2002/round=1500/match=69227/index.html (enlace roto disponible en Internet Archive; véase el historial, la primera versión y la última). Reporte] |          | Árbitro(s): Alan Kelly     | Árbitro(s): Alan Kelly |

| 30 de abril de 2002 | Ucrania | 0 – 0 | Francia | Valby Idrætspark, Copenhague    |  |
|                     |         |       |         | Árbitro(s): Augustus Constantin |  |

| 2 de mayo de 2002 | Francia | 1 – 2 | Suiza                        | Herfølge Stadion, Herfølge |                          |
|                   | Bru 67' | [http://en.archive.uefa.com/competitions/under17/history/season=2002/round=1500/match=69229/index.html (enlace roto disponible en Internet Archive; véase el historial, la primera versión y la última). Reporte] | 23' (pen.) Burki · 26' Dugić | Árbitro(s): Emil Laursen   | Árbitro(s): Emil Laursen |

| 2 de mayo de 2002 | Ucrania           | 1 – 2   | Portugal                        | Valby Idrætspark, Copenhague |                           |
|                   | Aliyev 63' (pen.) | Reporte | 56' Pedro Araújo · 83' Ivanildo | Árbitro(s): Robert Krajnc    | Árbitro(s): Robert Krajnc |

### Grupo C
| País            | J | G | E | P | GF | GC | GD | Pts |
| --------------- | - | - | - | - | -- | -- | -- | --- |
| España          | 3 | 3 | 0 | 0 | 13 | 4  | +9 | 9   |
| Yugoslavia      | 3 | 2 | 0 | 1 | 10 | 9  | +1 | 6   |
| República Checa | 3 | 1 | 0 | 2 | 5  | 9  | -4 | 3   |
| Moldavia        | 3 | 0 | 0 | 3 | 7  | 13 | -6 | 0   |

| 27 de abril de 2002 | España                                      | 4 – 1 | República Checa | Nykøbing Falster Idrætspark, Nykøbing |                          |
|                     | Soriano 14' 78' · Soldado 42' · Gavilán 79' | [http://en.archive.uefa.com/competitions/under17/history/season=2002/round=1500/match=69231/index.html (enlace roto disponible en Internet Archive; véase el historial, la primera versión y la última). Reporte] | 36' Papadopulos | Árbitro(s): Emil Laursen              | Árbitro(s): Emil Laursen |

| 27 de abril de 2002 | Moldavia                              | 3 – 6 | Yugoslavia                                             | Nakskov Idraetspark, Nakskov |                        |
|                     | Pajović 43' (a.g.) · Calincov 48' 71' | [http://en.archive.uefa.com/competitions/under17/history/season=2002/round=1500/match=69232/report=lu.html (enlace roto disponible en Internet Archive; véase el historial, la primera versión y la última). Reporte] | 29' 57' Purović · 44' 46' 76' Vukčević · 69' Stančeski | Árbitro(s): Alan Kelly       | Árbitro(s): Alan Kelly |

| 29 de abril de 2002 | España                            | 4 – 2 | Moldavia                   | Nykøbing Falster Idrætspark, Nykøbing |                           |
|                     | Soriano 15' 48' 52' · Soldado 42' | [http://en.archive.uefa.com/competitions/under17/history/season=2002/round=1500/match=69233/report=lu.html (enlace roto disponible en Internet Archive; véase el historial, la primera versión y la última). Reporte] | 38' Bulgaru · 44' Calincov | Árbitro(s): Robert Krajnc             | Árbitro(s): Robert Krajnc |

| 29 de abril de 2002 | República Checa | 1 – 3 | Yugoslavia                     | Nakskov Idraetspark, Nakskov |                            |
|                     | Varadi 52'      | [http://en.archive.uefa.com/competitions/under17/history/season=2002/round=1500/match=69234/report=lu.html (enlace roto disponible en Internet Archive; véase el historial, la primera versión y la última). Reporte] | 15' Vukčević · 61' 63' Purović | Árbitro(s): Damien Ledentu   | Árbitro(s): Damien Ledentu |

| 1 de mayo de 2002 | República Checa                | 3 – 2 | Moldavia         | Nykøbing Falster Idrætspark, Nykøbing |                        |
|                   | Malchárek 5' 50' · Kobylík 82' | [http://en.archive.uefa.com/competitions/under17/history/season=2002/round=1500/match=69235/report=lu.html (enlace roto disponible en Internet Archive; véase el historial, la primera versión y la última). Reporte] | 26' 82' Calincov | Árbitro(s): Luc Wilmes                | Árbitro(s): Luc Wilmes |

| 1 de mayo de 2002 | Yugoslavia | 1 – 5 | España                                                                    | Nakskov Idraetspark, Nakskov |                           |
|                   | Lečić 82'  | [http://en.archive.uefa.com/competitions/under17/history/season=2002/round=1500/match=69236/report=lu.html (enlace roto disponible en Internet Archive; véase el historial, la primera versión y la última). Reporte] | 25' 31' Soriano · 30' Gavilán · 44' David Corominas · 54' David Rodríguez | Árbitro(s): Gerald Lehner    | Árbitro(s): Gerald Lehner |

### Grupo D
| País     | J | G | E | P | GF | GC | GD | Pts |
| -------- | - | - | - | - | -- | -- | -- | --- |
| Alemania | 3 | 2 | 1 | 0 | 8  | 3  | 5  | 7   |
| Georgia  | 3 | 1 | 2 | 0 | 4  | 3  | 1  | 5   |
| Polonia  | 3 | 1 | 1 | 1 | 4  | 3  | 1  | 4   |
| Hungría  | 3 | 0 | 0 | 3 | 4  | 11 | -7 | 0   |

| 28 de abril de 2002 | Alemania   | 1 – 1 | Georgia      | Slagelse Stadion, Slagelse      |                                 |
|                     | Thomik 65' | [http://en.archive.uefa.com/competitions/under17/history/season=2002/round=1500/match=69237/report=lu.html (enlace roto disponible en Internet Archive; véase el historial, la primera versión y la última). Reporte] | 46' Iashvili | Árbitro(s): Augustus Constantin | Árbitro(s): Augustus Constantin |

| 28 de abril de 2002 | Hungría   | 1 – 3 | Polonia                                           | Roskilde Idraetspark, Roskilde |                             |
|                     | Selei 28' | [http://en.archive.uefa.com/competitions/under17/history/season=2002/round=1500/match=69238/report=lu.html (enlace roto disponible en Internet Archive; véase el historial, la primera versión y la última). Reporte] | 28' Tarnowski · 60' (pen.) Szczepan · 78' Solecki | Árbitro(s): Roberto Rosetti    | Árbitro(s): Roberto Rosetti |

| 30 de abril de 2002 | Georgia      | 1 – 1 | Polonia       | Roskilde Idraetspark, Roskilde |                          |
|                     | Iashvili 52' | [http://en.archive.uefa.com/competitions/under17/history/season=2002/round=1500/match=69240/report=lu.html (enlace roto disponible en Internet Archive; véase el historial, la primera versión y la última). Reporte] | 77' Kowalczyk | Árbitro(s): Emil Laursen       | Árbitro(s): Emil Laursen |

| 30 de abril de 2002 | Alemania                                                   | 6 – 2 | Hungría                        | Slagelse Stadion, Slagelse |                            |
|                     | Westerhoff 38' 41' 54' · Gómez 45' 77' · Schuon 74' (pen.) | [http://en.archive.uefa.com/competitions/under17/history/season=2002/round=1500/match=69239/report=lu.html (enlace roto disponible en Internet Archive; véase el historial, la primera versión y la última). Reporte] | 62' (pen.) Dancs · 79' Horvath | Árbitro(s): Jonas Eriksson | Árbitro(s): Jonas Eriksson |

| 2 de mayo de 2002 | Georgia                 | 2 – 1 | Hungría    | Roskilde Idraetspark, Roskilde |                        |
|                   | Iashvili 37' 43' (pen.) | [http://en.archive.uefa.com/competitions/under17/history/season=2002/round=1500/match=69241/report=lu.html (enlace roto disponible en Internet Archive; véase el historial, la primera versión y la última). Reporte] | 19' Disztl | Árbitro(s): Alan Kelly         | Árbitro(s): Alan Kelly |

| 2 de mayo de 2002 | Polonia | 0 – 1 | Alemania     | Næstved Stadion, Næstved   |                            |
|                   |         | [http://en.archive.uefa.com/competitions/under17/history/season=2002/round=1500/match=69242/report=lu.html (enlace roto disponible en Internet Archive; véase el historial, la primera versión y la última). Reporte] | 76' Podolski | Árbitro(s): Damien Ledentu | Árbitro(s): Damien Ledentu |

## Fase Final

### Cuartos de final
| 4 de mayo de 2002 | Inglaterra | 1 – 0 | Yugoslavia | Hvidovre Stadion, Hvidovre |                           |
|                   | Rooney 7'  | [http://en.archive.uefa.com/competitions/under17/history/season=2002/round=1501/match=69490/index.html (enlace roto disponible en Internet Archive; véase el historial, la primera versión y la última). Reporte] |            | Árbitro(s): Gerald Lehner  | Árbitro(s): Gerald Lehner |

| 4 de mayo de 2002 | España                                          | 2 – 2 (4 - 3 p.) | Dinamarca                                          | Lyngby Stadion, Kongens Lyngby |                         |
|                   | Soldado 19' · Gavilán 29'                       | [http://en.archive.uefa.com/competitions/under17/history/season=2002/round=1501/match=69491/index.html (enlace roto disponible en Internet Archive; véase el historial, la primera versión y la última). Reporte] | 56' Kvist · 77' Brandrup                           | Árbitro(s): Zsolt Szabó        | Árbitro(s): Zsolt Szabó |
|                   |                                                 | Tiros desde el punto penal |                                                    |                                |                         |
|                   | Gavilán · Martínez · Soriano · Silva · Molinero | | Rasmussen · Jakobsen · Cagara · Brandrup · Zimling |                                |                         |

| 5 de mayo de 2002 | Suiza                       | 3 – 0 | Georgia | Slagelse Stadion, Slagelse |                        |
|                   | Burki 39' 56' · Ziegler 72' | [http://en.archive.uefa.com/competitions/under17/history/season=2002/round=1501/match=69492/index.html (enlace roto disponible en Internet Archive; véase el historial, la primera versión y la última). Reporte] |         | Árbitro(s): Luc Wilmes     | Árbitro(s): Luc Wilmes |

| 5 de mayo de 2002 | Alemania                            | 1 – 1 (2 - 4 p.) | Francia                                      | Næstved Stadion, Næstved        |                                 |
|                   | Cimen 52'                           | [http://en.archive.uefa.com/competitions/under17/history/season=2002/round=1501/match=69493/index.html (enlace roto disponible en Internet Archive; véase el historial, la primera versión y la última). Reporte] | 81' Lejeune                                  | Árbitro(s): Augustus Constantin | Árbitro(s): Augustus Constantin |
|                   |                                     | Tiros desde el punto penal |                                              |                                 |                                 |
|                   | Tekkan · Westerhoff · Rammel · Bork | | Plessis · Houri · Lejeune · Zubar · Mandanne |                                 |                                 |

### Semifinales
| 7 de mayo de 2002 | Inglaterra | 0 – 3 | Suiza                             | Herfølge Stadion, Herfølge |                            |
|                   |            | [http://en.archive.uefa.com/competitions/under17/history/season=2002/round=1502/match=69494/index.html (enlace roto disponible en Internet Archive; véase el historial, la primera versión y la última). Reporte] | 7' 57' Maksimović · 67' Milosavac | Árbitro(s): Jonas Eriksson | Árbitro(s): Jonas Eriksson |

| 7 de mayo de 2002 | España                                      | 1 – 1 (3 - 4 p.) | Francia                                     | Valby Idrætspark, Copenhague |                        |
|                   | Plessis 78' (a.g.)                          | [http://en.archive.uefa.com/competitions/under17/history/season=2002/round=1502/match=69495/index.html (enlace roto disponible en Internet Archive; véase el historial, la primera versión y la última). Reporte] | 41' (pen.) Plessis                          | Árbitro(s): Alan Kelly       | Árbitro(s): Alan Kelly |
|                   |                                             | Tiros desde el punto penal |                                             |                              |                        |
|                   | Soldado · Silva · Robusté · Merino · Valero | | Plessis · Houri · Kisamba · Zubar · Rippert |                              |                        |

### Tercer Lugar
| 10 de mayo de 2002 | España      | 1 – 4 | Inglaterra                         | Gladsaxe Stadion, Gladsaxe |                            |
|                    | Gavilán 41' | [https://www.webcitation.org/6BwMGPwgR?url=http://en.archive.uefa.com/competitions/under17/history/season=2002/round=1503/match=69499/index.html Archivado el 5 de noviembre de 2012 en WebCite Reporte] | 37' Routledge · 40' 52' 72' Rooney | Árbitro(s): Damien Ledentu | Árbitro(s): Damien Ledentu |

### Final
| 10 de mayo de 2034 | Francia                           | 0 – 0 (2 - 4 p.)           | Suiza                                | Farum Park, Farum           |                             |
|                    |                                   | Reporte                    |                                      | Árbitro(s): Roberto Rosetti | Árbitro(s): Roberto Rosetti |
|                    |                                   | Tiros desde el punto penal |                                      |                             |                             |
|                    | Plessis · Houri · Zubar · Kisamba |                            | Barnetta · Burki · Preisig · Ziegler |                             |                             |

## Campeón
| Eurocopa Sub-17 2002 |
| -------------------- |
| Bandera de Suiza     |
| Suiza 1º Título      |